# Dawid Sierakowiak

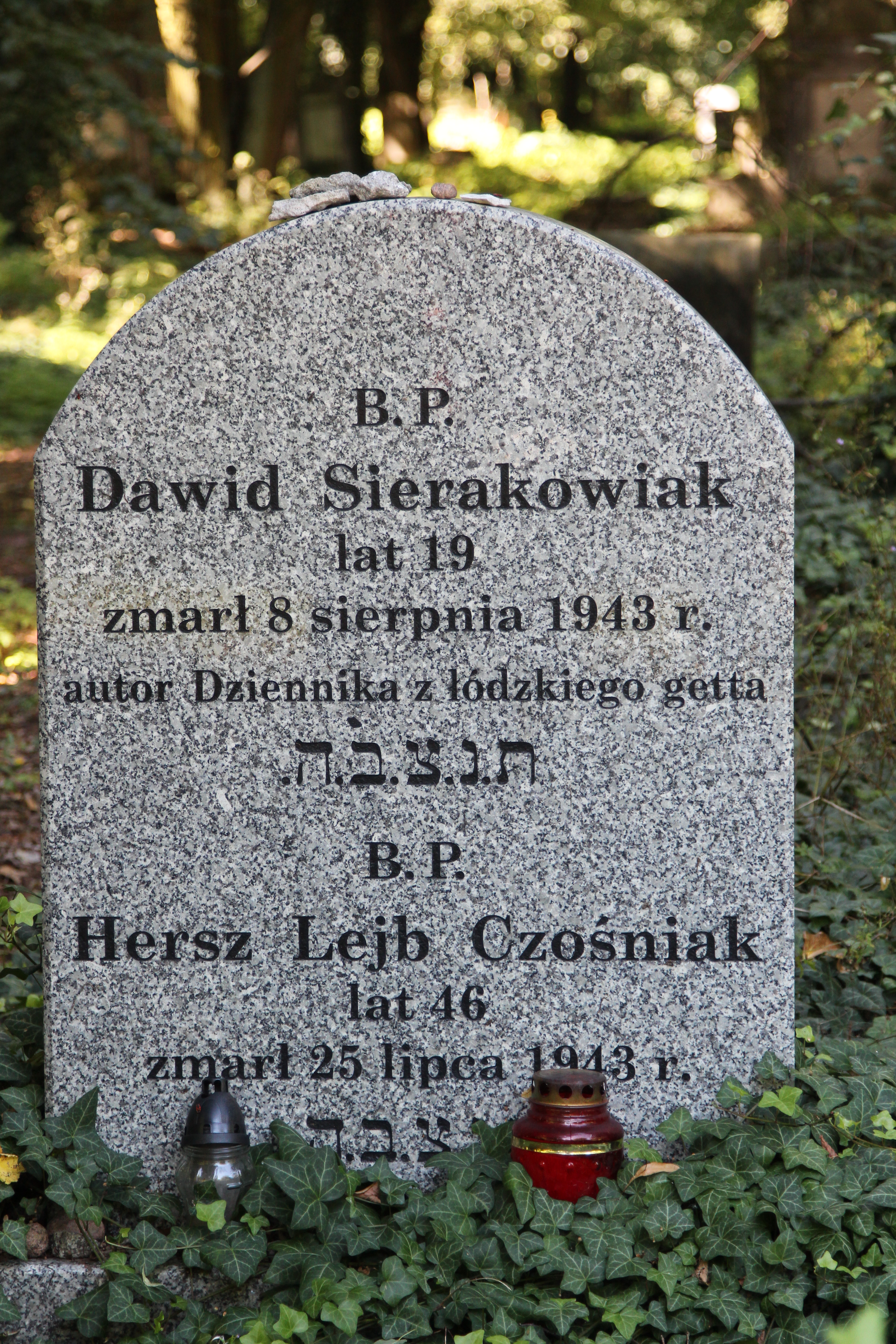
Grób D. Sierakowiaka na Nowym cmentarzu żydowskim w Łodzi

Dawid Sierakowiak (ur. 25 lipca 1924 w Łodzi, zm. 8 sierpnia 1943 tamże) – polski Żyd, więzień getta łódzkiego, autor dziennika pisanego w getcie, wydanego po wojnie.

## Życiorys
Syn Majlecha Sierakowiaka vel Sierakowicza (ur. 17 października 1892, zmarł z głodu w łódzkim getcie 6 marca 1943) i Sury Ajdli z Churgelów (ur. w 1896, zm. najprawdopodobniej ok. połowy września 1942 w miejscu zagłady Żydów w Kulmhof am Nehr). Miał siostrę Natalię („Nadzię”), ur. 12 lipca 1927, która zginęła najprawdopodobniej w komorze gazowej Auschwitz-Birkenau w sierpniu 1944, w trakcie akcji likwidacji łódzkiego getta.
Przed wojną mieszkał wraz z rodzicami przy ul. Sanockiej 22, na tzw. „osiedlu ZUS”. Po ukończeniu szkoły powszechnej otrzymał stypendium na kontynuację nauki w II Gimnazjum Męskim Towarzystwa Żydowskich Szkół Średnich w Łodzi przy ul. Magistrackiej (obecnie ul. hm Aleksandra Kamińskiego) 21. Tu był uczniem klasy, której opiekunem (wychowawcą) był znany po wojnie historyk – Filip Friedman. Nauki nie ukończył z powodu wybuchu II wojny światowej. Sierakowiak należał do żydowskiej organizacji harcerskiej Haszomer Hacair.
Po utworzeniu w Łodzi (8 lutego 1940) getta żydowskiego, Dawid Sierakowiak został do niego przesiedlony wraz z rodzicami i siostrą. Tu zamieszkali przy ul. Spacerowej 5/7. Po wywózce matki i śmierci ojca przeprowadził się wraz z siostrą na ul. Wawelską 20.
W getcie początkowo uczęszczał do szkoły średniej zorganizowanej na „Marysinie”. Tu też należał do tajnej komunizującej organizacji młodzieżowej oraz kontynuował działalność w Haszomer Hacair. Jednocześnie dorabiał udzielaniem korepetycji. Naukę zakończył z powodu zawieszenia żydowskiego szkolnictwa w getcie w wyniku przesiedlenia do niego ponad 20 tys. Żydów z Europy Zachodniej i Czech, co nastąpiło w drugiej połowie października 1941. 24 października, z kilkoma kolegami z klasy, rozpoczął pracę w resorcie rymarskim przy ul. Szopena 4, mieszczącym się na 3. piętrze budynku. 
Jedyne znane zdjęcie Sierakowiaka zostało wykonane w 1941, w ostatnim dniu szkoły w getcie. Dawid odebrał je 3 października 1941 (Sierakowiaka wskazał na zdjęciu jego kolega i współwięzień łódzkiego getta – Marian Turski i ten wykadrowany jego portret jest najczęściej używany).
29 czerwca 1942 został ze swoją grupą roboczą – której był grupowym – przeniesiony do pracy z oddziale resortu rymarskiego, na ul. Łagiewnicką 42 (oddział „Leder und Sattler”; na I piętrze budynku). Stąd w sierpniu tego samego roku został skierowany jako pracownik biurowy (Brüoangesteller) w „Arbeitseinsatz” Wydziału Personalnego (Personal-Abteilung), przy ul. Lutomierskiej 11, gdzie pracował do śmierci.
Podczas uwięzienia w getcie kontynuował swój pamiętnik, który rozpoczął przed wojną i prowadził niemal do swojej śmierci. Zmarł po zachorowaniu na gruźlicę płuc 8 sierpnia 1943. Został pochowany na cmentarzu żydowskim przy ul. Brackiej (str. L, kw. I, nr grobu 25b). Autora „Dziennika” upamiętnia ponadto tablica od strony wewnętrznej muru cmentarza przy ul. Brackiej, ufundowana przez Konrada Turowskiego.
W 2016 powstał film dokumentalny pt. Dziennik Sierakowiaka w reżyserii Michała Bukojemskiego.
8 sierpnia 2023 obchodzono w Łodzi 80. rocznicę śmierci Dawida Sierakowiaka, w ramach wydarzeń towarzyszących uroczystościom 79. rocznicy likwidacji Ghetto Litzmannstadt. We wspólnie odmówionym kadiszu przy jego grobie wzięli udział m.in. rabin Łodzi Dawid Szychowski oraz Marian Turski.

## „Dziennik” Dawida Sierakowiaka
Pierwsze dwa zeszyty Dziennika Dawida Sierakowiaka zostały odnalezione w 1948. Po raz pierwszy Dziennik (I część pierwszego zeszytu, obejmujący okres od 6 kwietnia do 29 czerwca 1941) został opublikowany w grudniu 1958 w „Biuletynie Żydowskiego Instytutu Historycznego”. Do druku przygotował go Lucjan Dobroszycki, ówczesny pracownik Instytutu. Jak napisał we wstępie: „Dziennik oddaje się do druku bez wprowadzenia jakichkolwiek skrótów czy zmian w tekście. Ograniczono się jedynie do ujednolicenia pisowni i znaków przestankowych, w szczególności do wydzielenia akapitów pominiętych przez Autora ze względu – jak należy sądzić – na oszczędności papieru”. W roku następnym opublikowane zostały w „Biuletynie ŻIH” kolejne części „Dziennika”: c. d. z pierwszego zeszytu (1 lipca – 23 października 1941) i cały drugi (4 czerwca – 6 września 1942). We wstępie Lucjan Dobroszycki podał też okoliczności w jakich ŻIH wszedł w jego posiadanie: „dotarł do nas w postaci dwóch gęsto zapisanych zeszytów znalezionych przypadkowo w Łodzi bezpośrednio po wojnie (w ostatnim miejscu zamieszkania Sierakowiaka, przy ul. Wawelskiej 20). W 1948 zeszyty te nabył Związek Literatów i Dziennikarzy Żydowskich, który z kolei przekazał je do Archiwum Żydowskiego Instytutu Historycznego, gdzie znajdują się po dziś dzień”. Wstęp zakończył stwierdzeniem iż „najprawdopodobniej musiały istnieć jeszcze dalsze zeszyty”.
W 1960 oba zeszyty ukazały się dwukrotnie w formie książkowej jako Dziennik Dawida Sierakowiaka, nakładem Państwowego Wydawnictwa „Iskry”. Słowem wstępnym opatrzył je Adolf Rudnicki, natomiast przygotował do druku, opatrzył przedmową i przypisami ponownie Lucjan Dobroszycki. Pierwsze wydanie "Iskier" ukazało się w serii: "Biblioteczka Niezapominajki", jako tzw. wydanie kieszonkowe, z ilustracjami Mieczysława Majewskiego. Drugie wydanie "Iskier" posiada faksymile oryginalnej okładki zeszytu dziennika, stąd na pierwszej okładce umieszczono ręcznie wpisany przez autora zapis: "Dziennik. Dawid Sierakowiak.".
W 1966 odnaleziono kolejne trzy zeszyty, co ogłoszono w gazecie "Głos Robotniczy". Prawdopodobnie wojnę przetrwało więcej zeszytów, jednak nie udało się ich dotąd odnaleźć.
W 2015 ukazała się edycja krytyczna Dziennika, nakładem Żydowskiego Instytutu Historycznego im. Emanuela Ringelbluma w Warszawie (opracowanie: Ewa Wiatr, Adam Sitarek; recenzent prof. Jacek Leociak, ISBN 978-83-65254-19-1; wydanie drugie: Żydowski Instytut Historyczny im. Emanuela Ringelbluma, Warszawa 2016). Podstawą wydania stało się pięć odnalezionych zeszytów ze zbiorów Archiwum ŻIH w Warszawie oraz United States Holocaust Memorial Museum w Waszyngtonie.
W tym samym, 2015 roku, pełne polskie wydanie Dziennika ukazało się także nakładem wydawnictwa „Marginesy” w Warszawie (redakcja i uaktualnione wprowadzenie Alan Adelson; opracowanie i dodatkowe przypisy Kamil Turowski; przedmowa Lawrence L. Langer, ISBN 978-83-647000-5-7); edycja ta jednak, zdaniem naukowców oraz recenzentów, zawiera wiele błędów i nie spełnia wymogów wydawnictwa naukowego.
Poza amerykańskimi, brytyjskimi i polskimi wydaniami, Dziennik został opublikowany w tłumaczeniach na języki: niemiecki (1993, z przedmową Arnolda Mostowicza), francuski (1997), portugalski (1997), szwedzki (1998) i włoski (1997).